# Verrières (Aube)
Pour les articles homonymes, voir Verrières.
Verrières est une commune française, située dans le département de l'Aube en région Grand Est

## Géographie
| Bréviandes     | Rouilly-Saint-Loup | Montaulin |
| Buchères       | Verrières          |           |
| Saint-Thibault |                    | Clerey    |

Verrières est un village situé à environ 10 km au sud-est de Troyes.

### Hydrographie
La commune est dans la région hydrographique « la Seine de sa source au confluent de l'Oise (exclu) » au sein du bassin Seine-Normandie. Elle est drainée par la Seine, le Rigoulot, un bras de la Seine, un bras de la Seine, un bras de la Seine, un bras de la Seine, un bras de la Seine et divers autres petits cours d'eau,.
La Seine, un fleuve long de 775 km, coule dans le Bassin parisien et notamment dans le département de l’Aube en le traversant du sud-est au nord-ouest. Elle irrigue la commune dans sa partie ouest.

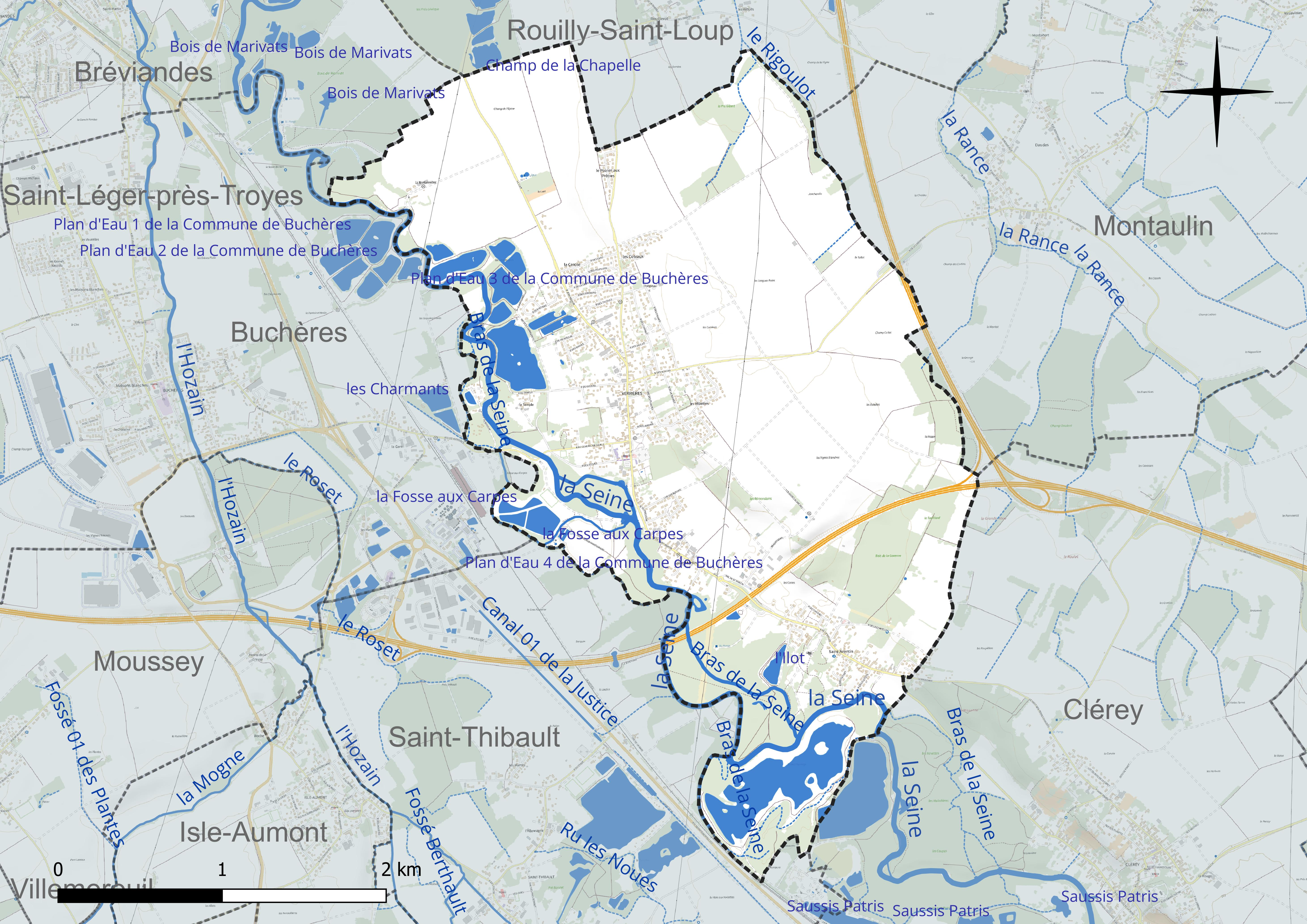
Réseau hydrographique de Verrières.

Quatre plans d'eau complètent le réseau hydrographique : la fosse aux Carpes (2,7 ha), les Charmants (0,3 ha), les entre Clos (22,5 ha) et l'Ilot (1,4 ha),.

### Climat
Pour des articles plus généraux, voir Climat du Grand Est et Climat de l'Aube.
En 2010, le climat de la commune est de type climat océanique dégradé des plaines du Centre et du Nord, selon une étude du Centre national de la recherche scientifique s'appuyant sur une série de données couvrant la période 1971-2000. En 2020, Météo-France publie une typologie des climats de la France métropolitaine dans laquelle la commune est exposée à un climat océanique altéré et est dans la région climatique  Lorraine, plateau de Langres, Morvan, caractérisée par un hiver rude (1,5 °C), des vents modérés et des brouillards fréquents en automne et hiver. 
Pour la période 1971-2000, la température annuelle moyenne est de 10,6 °C, avec une amplitude thermique annuelle de 16 °C. Le cumul annuel moyen de précipitations est de 723 mm, avec 11,5 jours de précipitations en janvier et 7,9 jours en juillet. Pour la période 1991-2020, la température moyenne annuelle observée sur la station météorologique de Météo-France la plus proche, « Saint-Pouange », sur la commune de Saint-Pouange à 8 km à vol d'oiseau, est de 11,5 °C et le cumul annuel moyen de précipitations est de 707,5 mm. 
La température maximale relevée sur cette station est de 42,2 °C, atteinte le 24 juillet 2019 ; la température minimale est de −21 °C, atteinte le 9 janvier 1985,,. 
Les paramètres climatiques de la commune ont été estimés pour le milieu du siècle (2041-2070) selon différents scénarios d'émission de gaz à effet de serre à partir des nouvelles projections climatiques de référence DRIAS-2020. Ils sont consultables sur un site dédié publié par Météo-France en novembre 2022.

## Urbanisme

### Typologie
Au 1er janvier 2024, Verrières est catégorisée bourg rural, selon la nouvelle grille communale de densité à 7 niveaux définie par l'Insee en 2022.
Elle est située hors unité urbaine. Par ailleurs la commune fait partie de l'aire d'attraction de Troyes, dont elle est une commune de la couronne,. Cette aire, qui regroupe 209 communes, est catégorisée dans les aires de 200 000 à moins de 700 000 habitants,.

### Occupation des sols
L'occupation des sols de la commune, telle qu'elle ressort de la base de données européenne d’occupation biophysique des sols Corine Land Cover (CLC), est marquée par l'importance des territoires agricoles (60,5 % en 2018), en diminution par rapport à 1990 (63,6 %). La répartition détaillée en 2018 est la suivante : 
terres arables (53,3 %), forêts (22,1 %), zones urbanisées (11,5 %), eaux continentales (5,9 %), zones agricoles hétérogènes (4,8 %), prairies (2,4 %). L'évolution de l’occupation des sols de la commune et de ses infrastructures peut être observée sur les différentes représentations cartographiques du territoire : la carte de Cassini (XVIIIe siècle), la carte d'état-major (1820-1866) et les cartes ou photos aériennes de l'IGN pour la période actuelle (1950 à aujourd'hui).

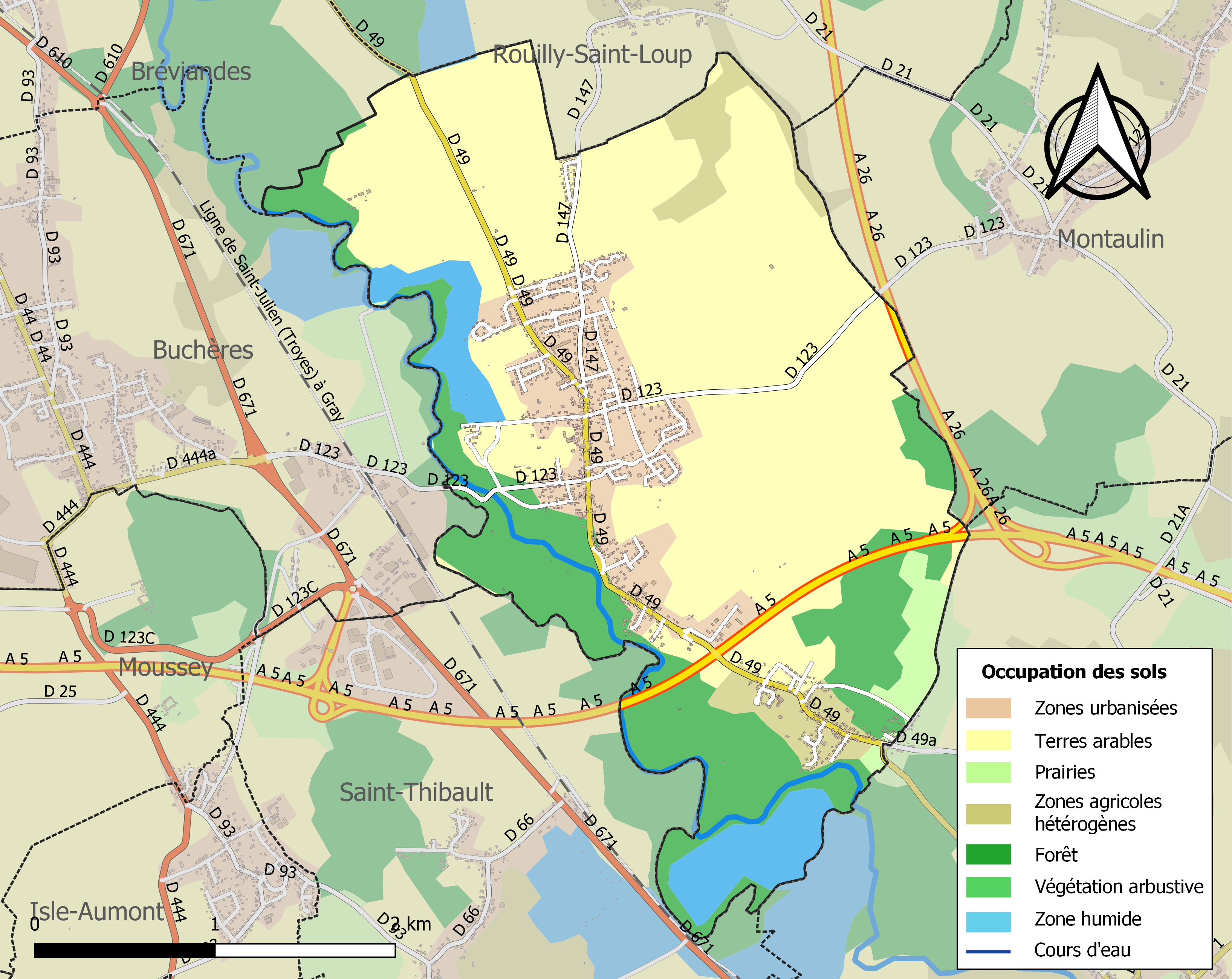
Carte des infrastructures et de l'occupation des sols de la commune en 2018 (CLC).

## Politique et administration
| Période                                  | Période  | Identité             | Étiquette | Qualité                |
| ---------------------------------------- | -------- | -------------------- | --------- | ---------------------- |
| 1900                                     | 1904     | M. Eugène Petit      |           |                        |
| 1904                                     | 1919     | M. Pierre Ruelle     |           |                        |
| 1919                                     | 1945     | M. Édouard Jouvenet  |           |                        |
| 1945                                     | 1953     | M. René Renault      |           |                        |
| 1954                                     | 1963     | M. Roger Morel       |           |                        |
| 1963                                     | 1971     | M. Maurice Jeanne    |           |                        |
| 1971                                     | 1995     | M. Etienne Berthelin |           |                        |
| 1995                                     | 2001     | M. Louis Lepage      |           |                        |
| 2001                                     | mai 2020 | M. Alain Peucheret   | SE        | Informaticien retraité |
| mai 2020                                 | En cours | Mme Mélanie Bagattin |           |                        |
| Les données manquantes sont à compléter. |          |                      |           |                        |

## Démographie

### Évolution démographique
L'évolution du nombre d'habitants est connue à travers les recensements de la population effectués dans la commune depuis 1793. Pour les communes de moins de 10 000 habitants, une enquête de recensement portant sur toute la population est réalisée tous les cinq ans, les populations de référence des années intermédiaires étant quant à elles estimées par interpolation ou extrapolation. Pour la commune, le premier recensement exhaustif entrant dans le cadre du nouveau dispositif a été réalisé en 2008.

En 2022, la commune comptait 1 888 habitants, en évolution de +0,37 % par rapport à 2016 (Aube : +0,7 %, France hors Mayotte : +2,11 %).
| 1793 | 1800 | 1806 | 1821 | 1831 | 1836 | 1841 | 1846 | 1851 |
| ---- | ---- | ---- | ---- | ---- | ---- | ---- | ---- | ---- |
| 259  | 505  | 542  | 517  | 574  | 551  | 525  | 506  | 506  |

| 1856 | 1861 | 1866 | 1872 | 1876 | 1881 | 1886 | 1891 | 1896 |
| ---- | ---- | ---- | ---- | ---- | ---- | ---- | ---- | ---- |
| 475  | 450  | 462  | 457  | 425  | 404  | 391  | 366  | 360  |

| 1901 | 1906 | 1911 | 1921 | 1926 | 1931 | 1936 | 1946 | 1954 |
| ---- | ---- | ---- | ---- | ---- | ---- | ---- | ---- | ---- |
| 347  | 368  | 356  | 298  | 347  | 384  | 372  | 362  | 423  |

| 1962 | 1968 | 1975 | 1982  | 1990  | 1999  | 2006  | 2008  | 2013  |
| ---- | ---- | ---- | ----- | ----- | ----- | ----- | ----- | ----- |
| 436  | 453  | 526  | 1 414 | 1 728 | 1 724 | 1 692 | 1 685 | 1 842 |

| 2018  | 2022  | - | - | - | - | - | - | - |
| ----- | ----- | - | - | - | - | - | - | - |
| 1 860 | 1 888 | - | - | - | - | - | - | - |

### Pyramide des âges
En 2018, le taux de personnes d'un âge inférieur à 30 ans s'élève à 30,2 %, soit en dessous de la moyenne départementale (35,2 %). À l'inverse, le taux de personnes d'âge supérieur à 60 ans est de 31,4 % la même année, alors qu'il est de 27,7 % au niveau départemental.
En 2018, la commune comptait 940 hommes pour 920 femmes, soit un taux de 50,54 % d'hommes, légèrement supérieur au taux départemental (48,59 %).
Les pyramides des âges de la commune et du département s'établissent comme suit.
| Hommes | Classe d’âge | Femmes |
| ------ | ------------ | ------ |
| 0,2    | 90 ou +      | 0,9    |
| 5,2    | 75-89 ans    | 5,5    |
| 24,9   | 60-74 ans    | 26,2   |
| 20,4   | 45-59 ans    | 21,6   |
| 16,3   | 30-44 ans    | 18,3   |
| 10,9   | 15-29 ans    | 11,4   |
| 22,1   | 0-14 ans     | 16,1   |

| Hommes | Classe d’âge | Femmes |
| ------ | ------------ | ------ |
| 0,8    | 90 ou +      | 2,1    |
| 7,4    | 75-89 ans    | 10,2   |
| 17,4   | 60-74 ans    | 18,4   |
| 19,4   | 45-59 ans    | 19     |
| 17,8   | 30-44 ans    | 17,3   |
| 18,3   | 15-29 ans    | 15,9   |
| 19     | 0-14 ans     | 17,1   |

## Lieux et monuments
La Bretonnière

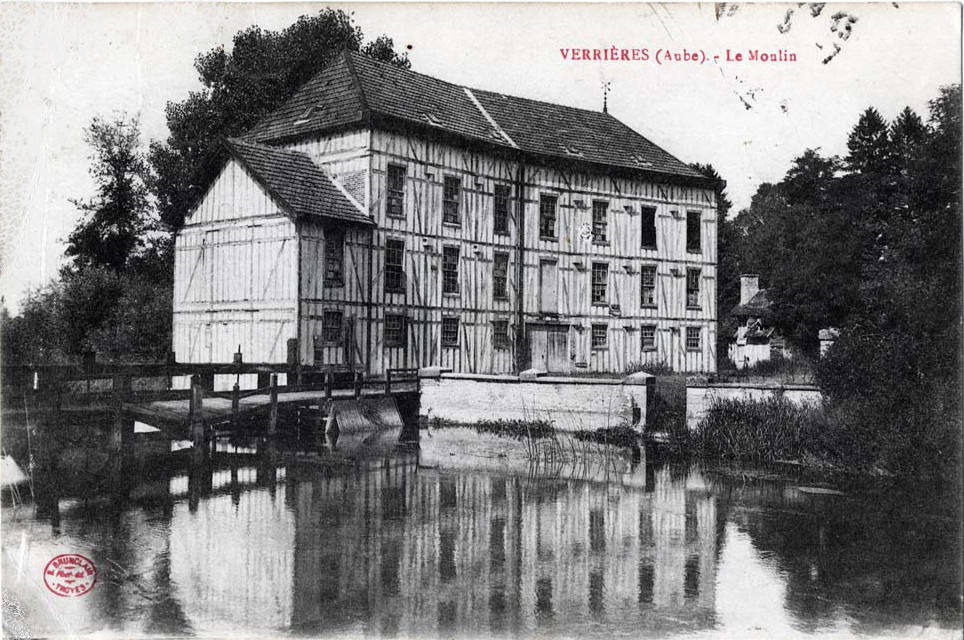
Carte postale du moulin.

La ferme, le moulin et la léproserie de la Bretonnière est mentionnée dès 1147 comme grange de l'abbaye de Montier-la-Celle. Elle servait de maladrerie (ancienne léproserie ou maladière).
Le château de Saint-Aventin, inscrit.
Les templiers
La commanderie de Villiers-les-Verrières templière s'installa en 1209 à Verrières, au lieu-dit Villers, constitué alors de fermes. Ce hameau et la commanderie formaient le temple de Villers. Plus tard, le domaine fut divisé en 35 lots que des cultivateurs rachetèrent en mars 1795.
Le moulin de Villers-les-Verières.
Le moulin de Verrières est un moulin à eau, Geofroi de Maceon ou Messon faisait le don du moulin aux templiers le 9 avril 1210. La mention de moulins à papier apparait en 1451. Guyot Le Ber louait cette année-là le moulin à Guillaume Wasselin, commandeur du temple de Troyes. Guyot prenait location de deux moulins pour cinquante livres tournois, trente anguilles et une rame de papier par an ; il s'engageait aussi à relever le moulin à blé qui était en ruine pour en faire papeterie. 19 mars 1504 la location passait à Jean Chenu qui convertissait la papeterie en foulon. Détruit en 1755, il fut reconstruit vers 1777.
L'église paroissiale Saint-Pierre-et-Saint Paul de Verrières.

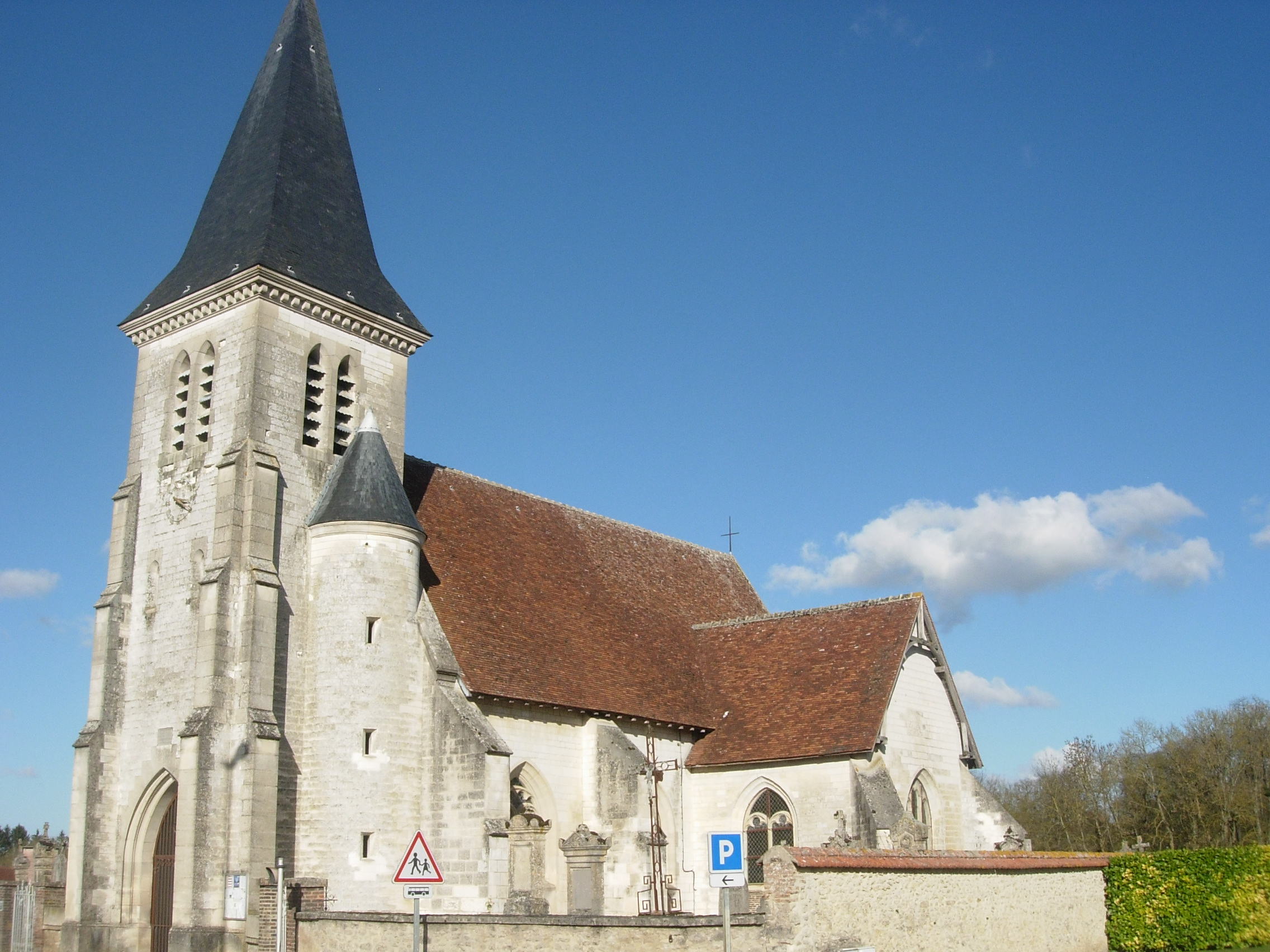
L'église de Verrières.
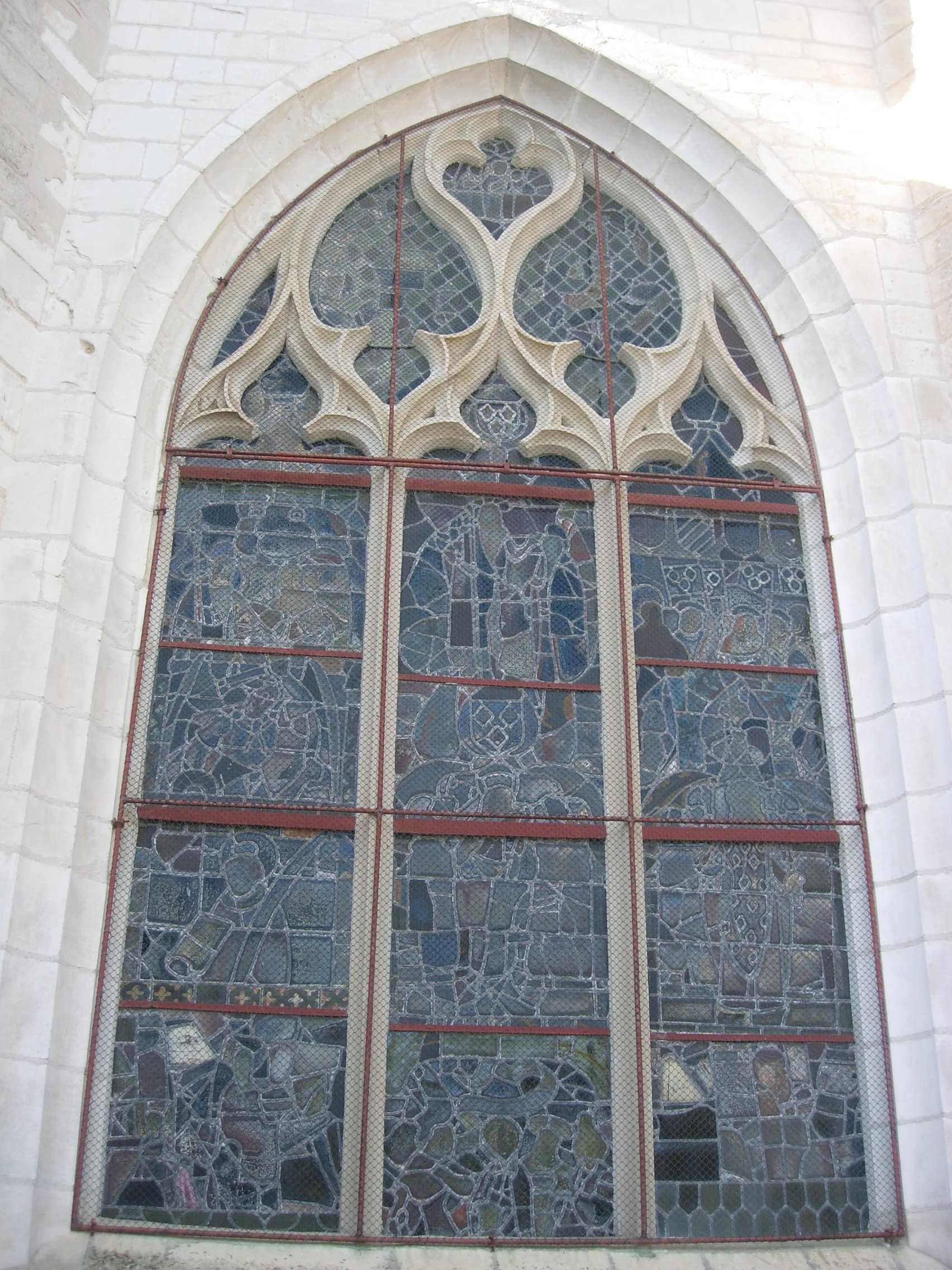
Fenêtre ogivale de l'église.
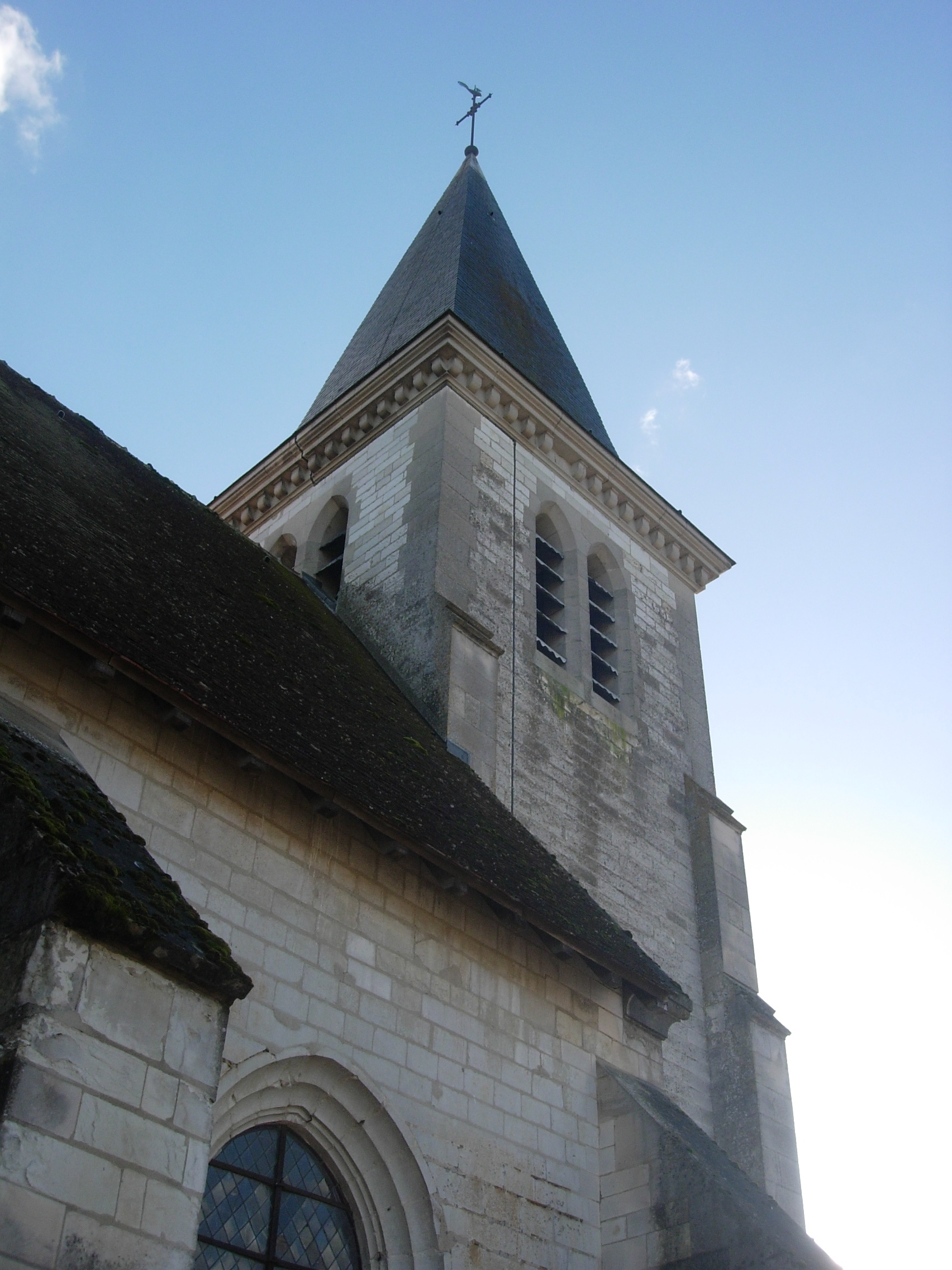
Clocher de l'église.
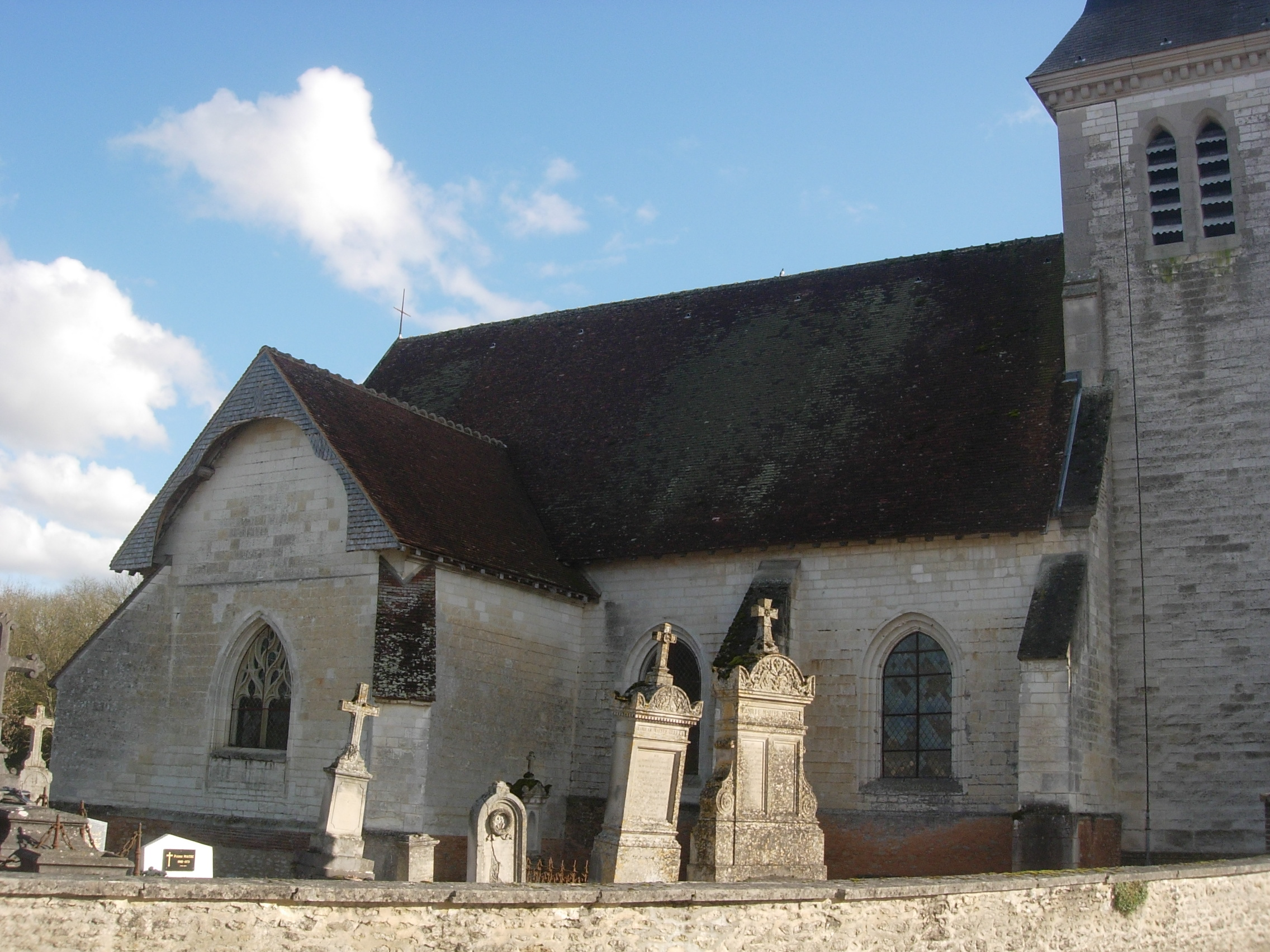
Église entourée de son cimetière.

La chapelle de Saint-Aventin
La chapelle de Saint-Aventin abrite une cloche fondue en 1810 et est classée monument historique.

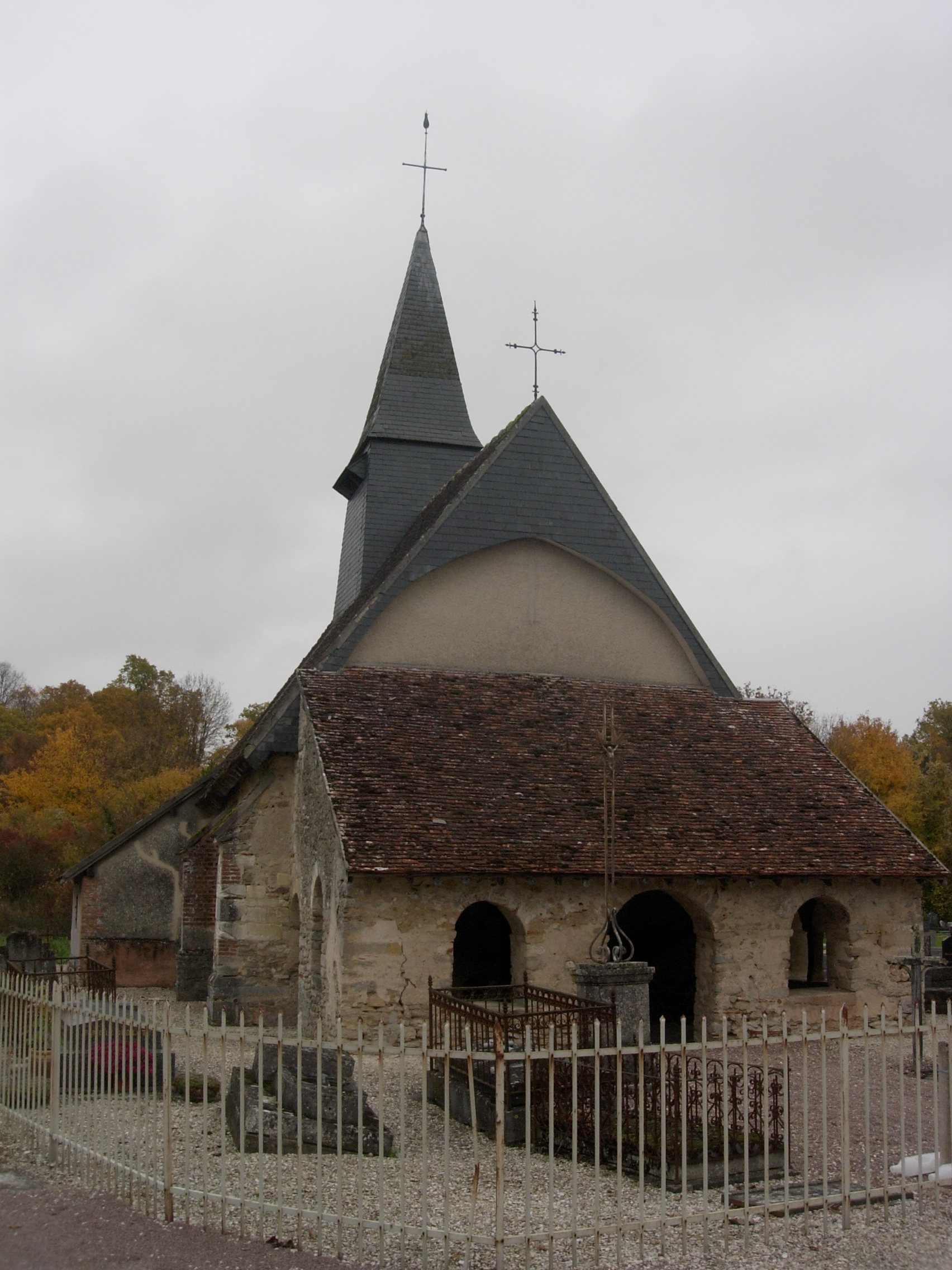
La chapelle romane
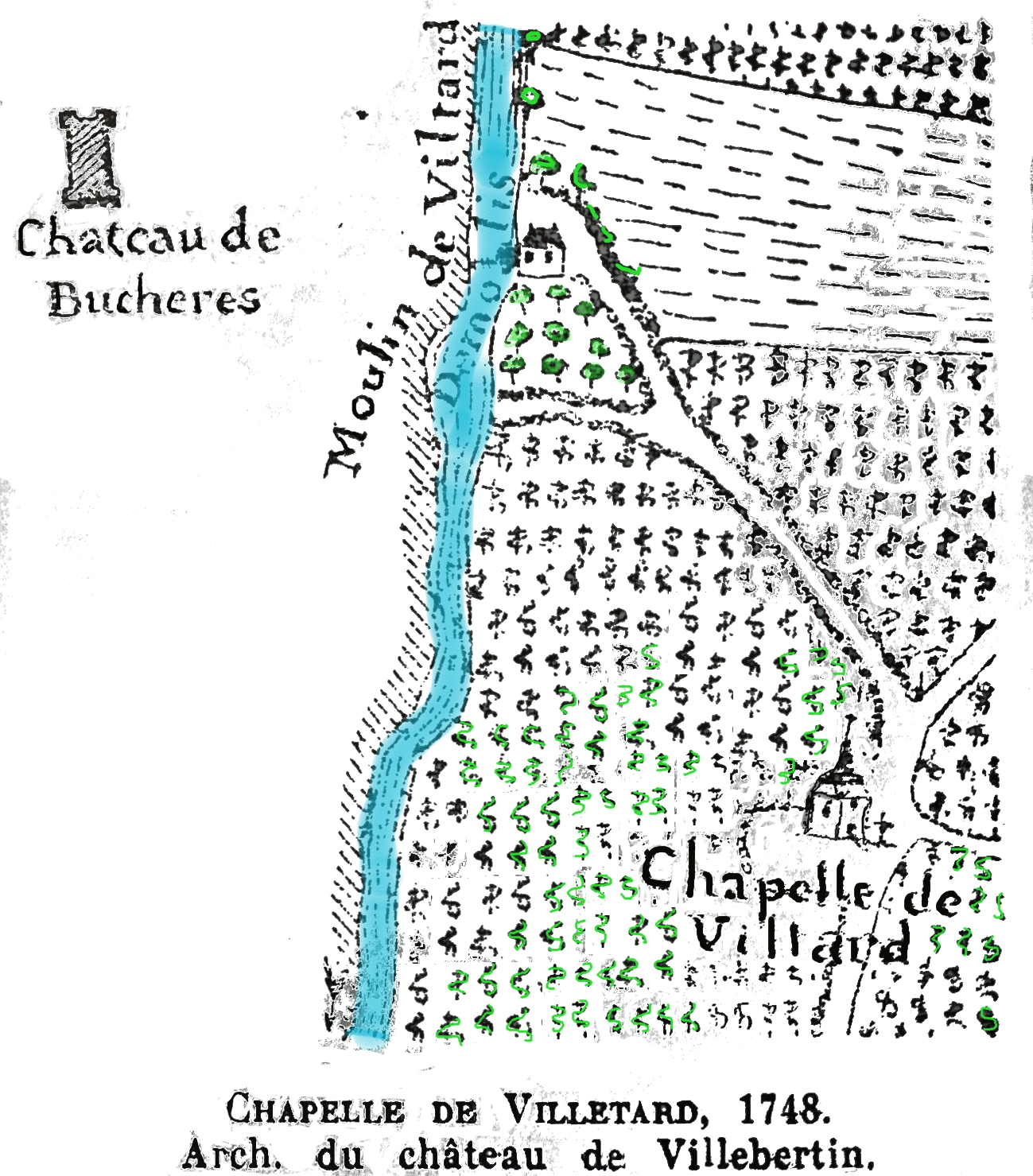
de Saint Aventin.
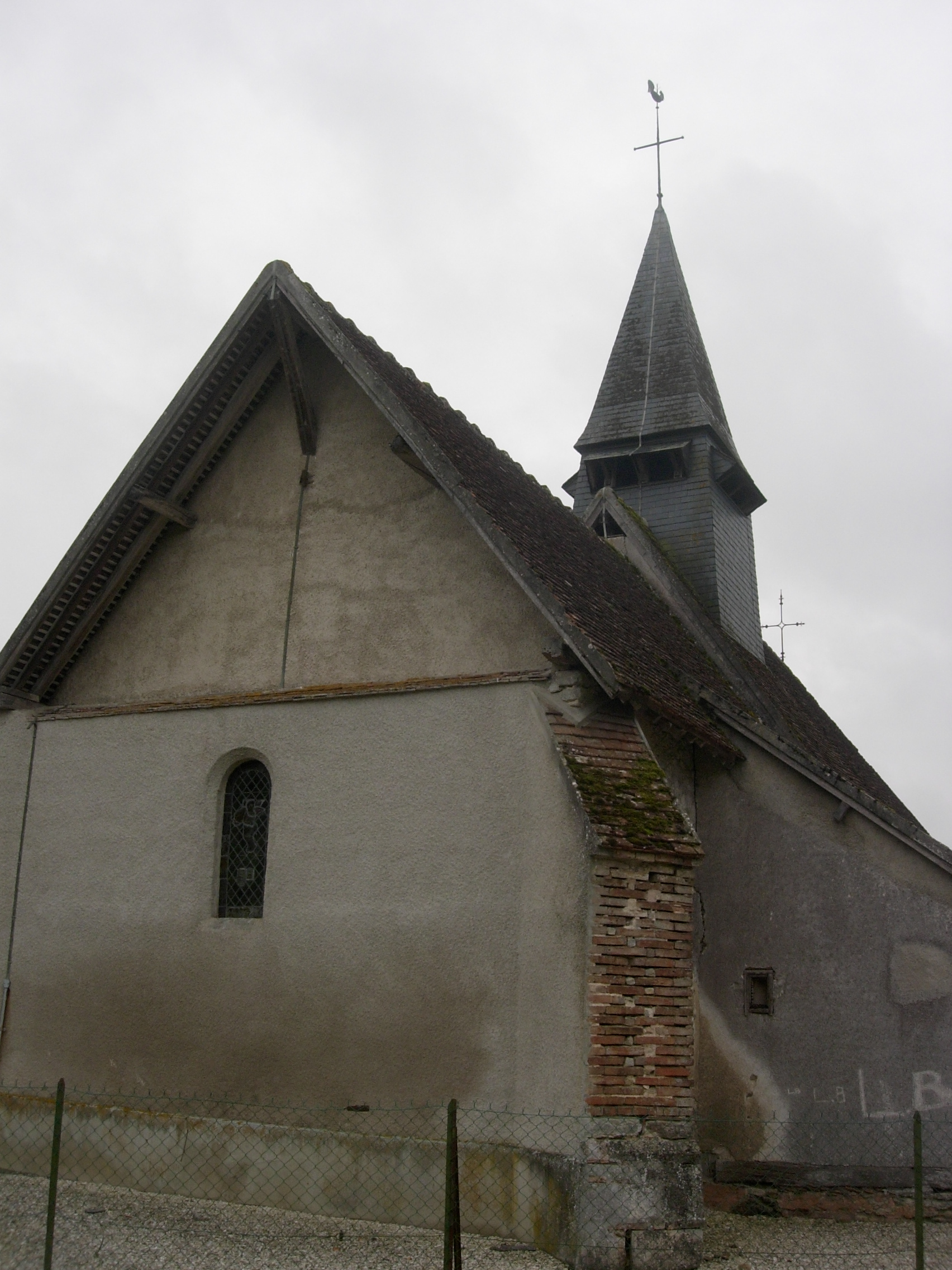
Le chevet plat de la chapelle romane de Saint Aventin.
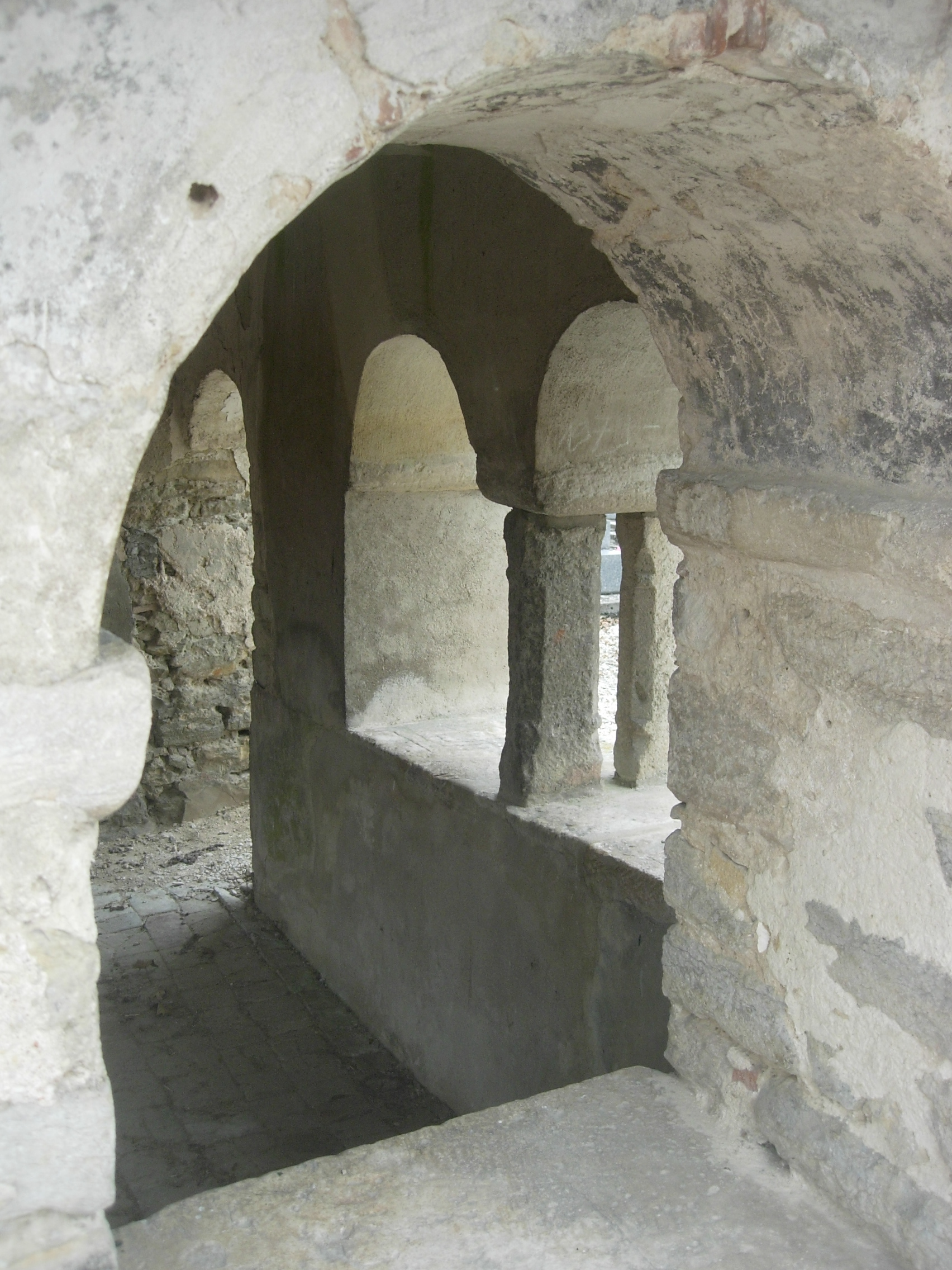
Le narthex de la chapelle romane de Saint Aventin.

Le cimetière mérovingien
Un cimetière mérovingien fut découvert en avril 1849 par des ouvriers employés à l'élargissement de la route qui rejoint Maison-Blanches à la Route Impériale N19, au lieu-dit « Pré-Janvier », en direction de Daudes. D'après une très ancienne tradition, une ville importante aurait existé dans cette contrée, mais aucune preuve sérieuse n'est venue confirmer ces rumeurs.

## Héraldique
|  | Les armes de la ville se blasonnent ainsi : D'or à la barre ondée d'azur accompagnée en chef d'une croix alésée pattée de gueules et en pointe d'un ours en pied de sable, au chef potencé et contre-potencé aussi d'azur rempli du champ. |